# Portret van James Loudon
Portret van James Loudon is een 19e-eeuws schilderij van Andries van den Berg in het Rijksmuseum in Amsterdam.

## Voorstelling
Het schilderij, een kniestuk, toont een staande man met bakkebaarden. De man, James Loudon (1824-1900), was gouverneur-generaal van Nederlands-Indië. Hij is gekleed in ambtskostuum, met een witte kasjmier pantalon en een rokjas van donkerblauw laken, waarop goudborduursel en vergulde knopen voorzien van een gekroonde W zijn aangebracht. Het borduursel bestaat uit eikentakken met eikenbladeren en eikels, vervlochten met lauwertakken en -bladeren en kelkjes. Aan een lint om zijn nek draagt hij het kruis van de Orde van de Nederlandse Leeuw, verder zijn er versierselen op zijn rokjas aangebracht van de onder andere de Orde van de Eikenkroon.
Loudons steek ligt links op tafel; hij droeg een variant die sierlijker was van die van zijn voorgangers, voorzien van een gouden galon met rode rand. De steek ligt op het boek Vies des Gouverneurs Généraux (1763) van J.P.I. de Bois, waarop ook zijn rechterhand rust. In zijn linkerhand houdt hij een paar handschoenen. Aan de zijkant van zijn pantalon hangt een degen met verguld gevest. Op de achtergrond hangt een groen, gedrapeerd gordijn.
Het originele ambtskostuum van Loudon is opgenomen in de collectie van Museum Bronbeek.

## Galerij

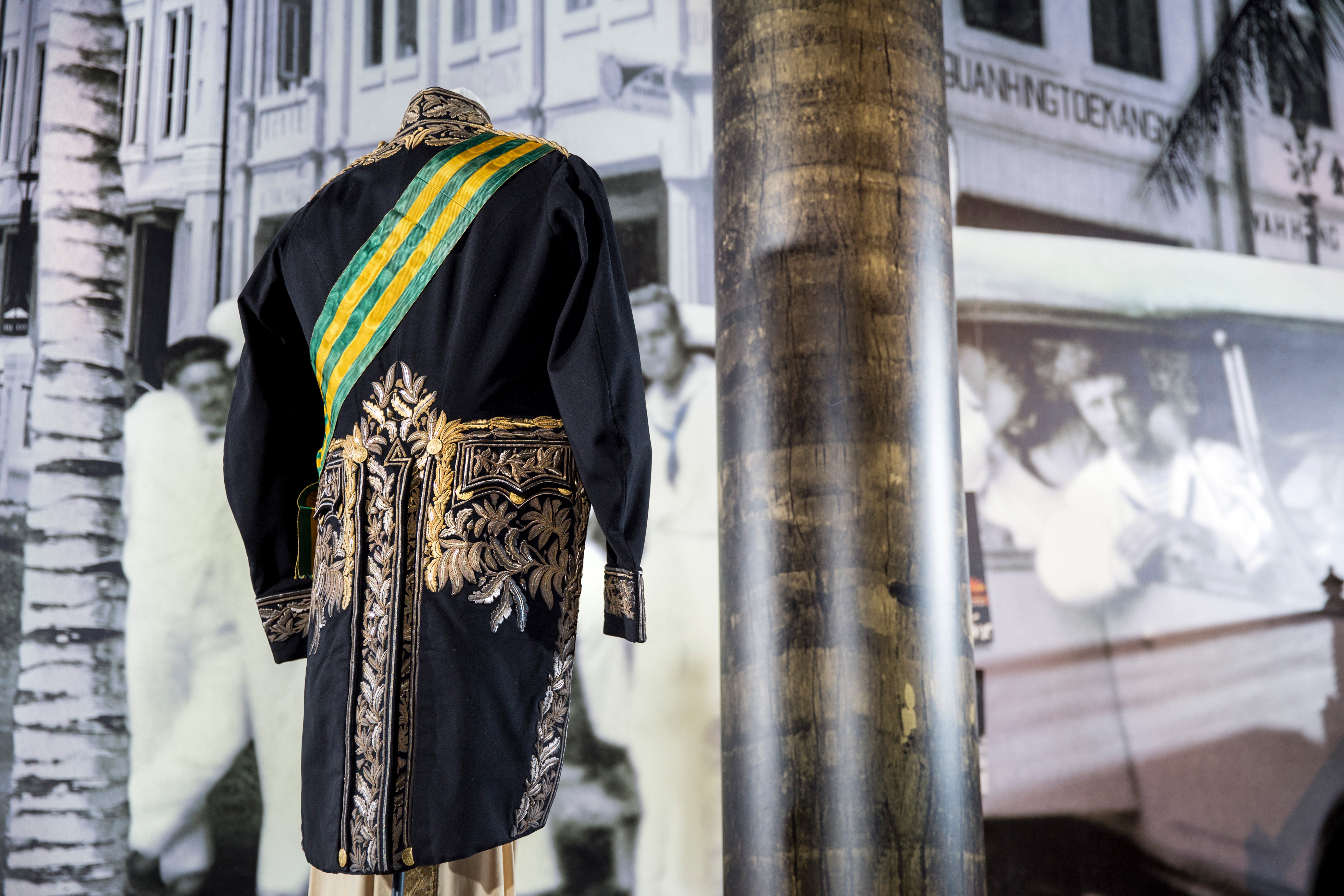
Het ambtskostuum van Loudon
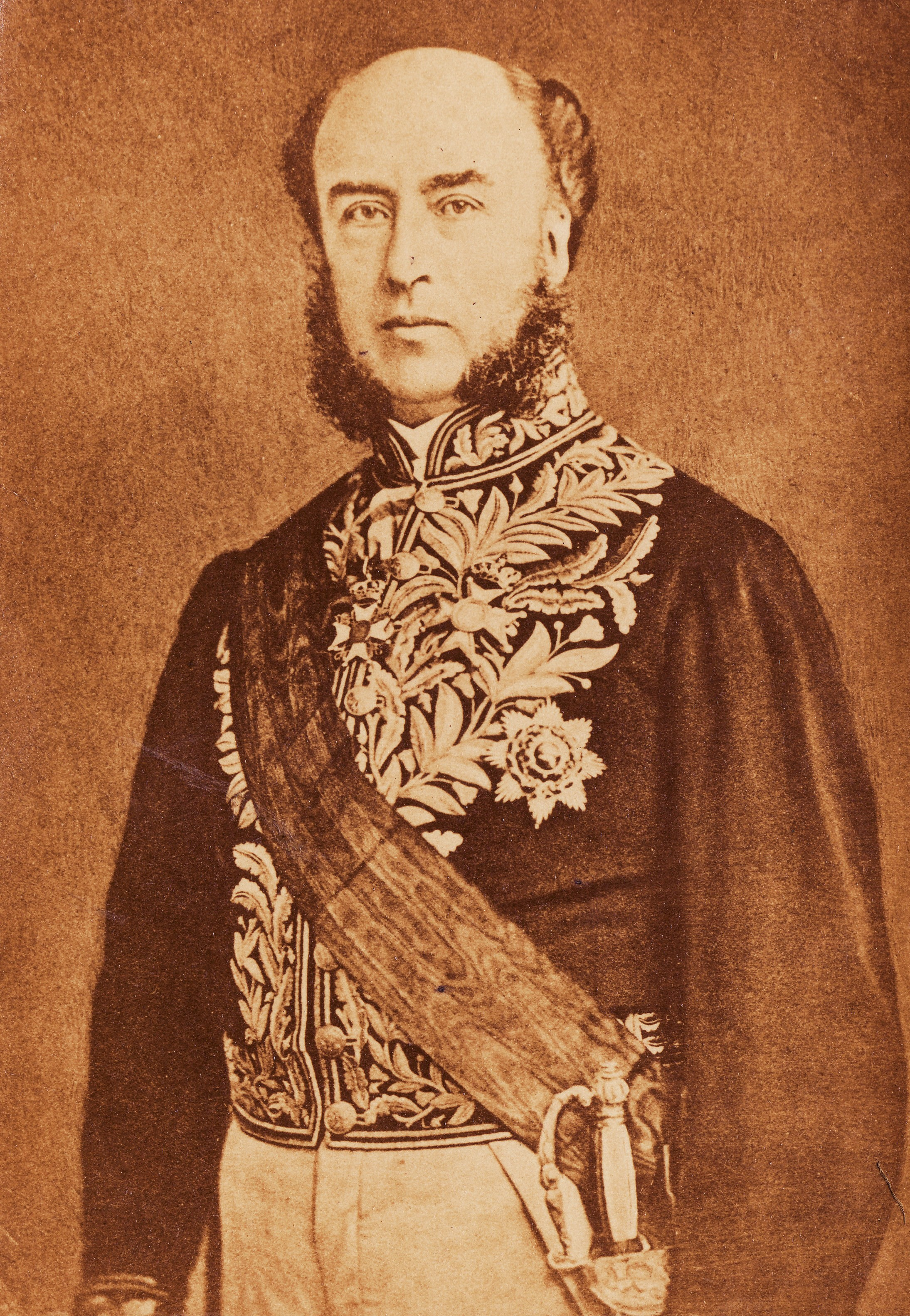
Foto van Loudon

## Toeschrijving en datering
Het schilderij is rechtsonder gesigneerd 'A. v.d. Berg fecit' en wordt door het Rijksmuseum gedateerd in de periode 1871-1885.

## Herkomst
Het werk werd door Van den Berg gemaakt in opdracht van gouverneur-generaal Loudon en kreeg een plaats in de portrettengalerij van de gouverneurs-generaal van Nederlands-Indië in paleis Rijswijk in Batavia. Andere portretten die Van den Berg voor deze serie maakte, zijn het portret van Cornelis Theodorus Elout en het portret van Johan Wilhelm van Lansberge. In januari 1950 werden de 67 portretten uit de galerij overgebracht naar het Rijksmuseum in Amsterdam. Bij onderzoek in Nederland bleek dat het werk in Nederlands-Indië werd gerestaureerd met een 'pleister', een lapje dat achter een beschadiging naast het hoofd van Loudon werd geplakt, deze is zichtbaar door de voorstelling heen.